# Manuel José de Lavardén
Manuel José de Lavardén (Buenos Aires, 1754 - Colonia del Sacramento, 1809) était un avocat, enseignant, auteur dramatique et journaliste rioplatense. Par ses écrits, il fut un précurseur de la révolution de Mai.
Son père, Juan Manuel de Lavardén, natif de Charcas, avocat et jurisconsulte, avait été assesseur des vice-rois Pedro de Ceballos et Juan José de Vértiz, et contribua à faire expulser les jésuites.

## Biographie
Manuel José de Lavardén entreprit des études de droit aux universités de Chuquisaca, de Grenade, de Tolède et d’Alacalá de Henares, sans toutefois jamais obtenir son doctorat en droit.
De retour à Buenos Aires en 1778, il enseigna la philosophie au Collège royal Saint-Charles (en esp. Real Colegio de San Carlos), dont était alors recteur le chanoine Juan Baltasar Maciel, qui admirait Lavardén comme érudit, poète et penseur. Il fut membre du cabildo de Buenos Aires et de la Junta de Temporalidades (litt. Commission des temporalités), organisme chargé d’administrer les biens des jésuites expulsés.
Son premier écrit notable est une Sátira, destinée à ridiculiser les poètes de Lima, composée en riposte à l’un d’eux qui avait attaqué Buenos Aires. Mais la consécration lui vint d’une tragédie en vers, qu’il avait achevée en 1786, intitulée Siripo, première œuvre théâtrale non religieuse jamais écrite dans l’actuelle Argentine, pièce qui relate la destruction du fort Sancti Spiritu et la vie de la légendaire Lucía Miranda. La majeure partie de cette œuvre se perdit ultérieurement, seul le deuxième acte ayant pu être préservé.
Cette même année 1786, il s’associa à un investisseur en vue de la mise en valeur d’une exploitation agricole dans la Bande Orientale, à proximité de Colonia del Sacramento. Après s’être efforcé pendant plusieurs années d’améliorer l’élevage dans la zone, faisant même venir des mérinos d’Espagne, il finit par se dégager de son associé et fonda une entreprise de salaisons (saladero). Un jugement rendu à la suite d'un arriéré le conduisit en prison. Il s’installa de nouveau à Buenos Aires, où il se voua au métier d’avocat et à l’écriture.
En 1792, il fit annoncer deux nouvelles œuvres théâtrales, au contenu cette fois plus classique et plus européen, mais l’incendie du Théâtre de la Ranchería empêcha leur représentation et détruisit les originaux. Vers cette même époque, il composa un poème, La Inclusa, qui fut censuré par l’Église.
Son ouvrage resté le plus célèbre est son Oda al Paraná ; cette ode au fleuve Paraná, d’allure nettement néo-classique, parut dans le premier numéro du Telégrafo Mercantil, journal fondé en 1801 par Francisco Cabello y Mesa, sur les instances de Manuel Belgrano, et qui fut le premier journal de Buenos Aires.
Il eut part également à la fondation d’une Société patriotique (Sociedad Patriótica), qui s’était donné pour tâche – outre le soutien intellectuel et économique au Telégrafo Mercantil – l’étude des sciences et la diffusion de celles-ci dans la bonne société portègne de l’époque. Quoique la Sociedad mourût peu après sa fondation, Lavardén continua cependant de collaborer au journal, non plus à présent comme poète, mais comme journaliste et vulgarisateur des sciences et des connaissances commerciales et navales.
Lors de la première des offensives britanniques contre le Río de la Plata, il rallia l’armée que s’était employé à réunir Jacques de Liniers à Montevideo, pour y remplir l’office d’auditeur de guerre. Il précéda de quelques jours le débarquement de Liniers à Buenos Aires, afin de coordonner l’armée en provenance de la Bande Orientale avec les corps de cavalerie de Cornelio Zelaya et de Juan Martín de Pueyrredón. Après la reconquête de Buenos Aires sur les Anglais, il seconda, lors du cabildo ouvert du  14 août 1806, Martín de Álzaga et Joaquín Campana dans la procédure lancée par eux visant à la suspension du vice-roi Rafael de Sobremonte.
Aucun document n’atteste de ce qu’il fit durant la seconde invasion britannique. Après la victoire sur les Anglais, il se fera le mentor littéraire du nouveau poète favori de Buenos Aires, le jeune Vicente López y Planes, en lui cédant en quelque sorte la place privilégiée qu’il occupait jusqu’alors dans le goût populaire. Il se détourna ensuite tout à fait de la création littéraire, ne s’occupant plus désormais que de son saladero de Colonia – celui-là même qui passerait quelque temps après aux mains de Guillermo Brown.
Néanmoins, il fut confronté, dans sa campagne orientale, à de graves difficultés économiques, peut-être consécutives aux expéditions anglaises. L’on sait peu de la dernière demi-décennie de sa vie : l’on a supposé qu’il fut frappé d’un infarctus fin 1808, ce qui aurait eu pour effet de l’éloigner de la vie sociale et l’aurait porté à s’installer définitivement à Colonia. C’est dans cette ville qu’il s’éteignit en novembre 1809, quelques mois avant l’éclatement de la révolution de Mai, dont il avait été en un certain sens, à tout le moins sur le plan culturel, un précurseur.